# Василівська волость (Олександрійський повіт)
Василівська волость — адміністративно-територіальна одиниця Олександрійського повіту Херсонської губернії.
Станом на 1886 рік — складалася з 4 поселень, 4 сільських громад. Населення — 2233 особи (1092 особа чоловічої статі та 1141 — жіночої), 460 дворових господарств.
|                     | Площа, десятин | У тому числі орної, дес. |
| ------------------- | -------------- | ------------------------ |
| Сільських громад    | 2747           | 1837                     |
| Приватної власності | 7448           | 2307                     |
| Казенної власності  | —              | —                        |
| Іншої власності     | 242            | 200                      |
| Загалом             | 10437          | 4344                     |

Найбільші поселення волості:
- Василівка — містечко при річці Сухий Омельничок за 25 верст від повітового міста, 1682 особи, 365 дворів, православна церква, винокуренний завод, винний склад.
- Байдакова — село при ставку, 306 осіб, 59 дворів, цегельний завод, лавка.